# Elsterberg
Elsterberg è una città di 3 738 abitanti della Sassonia, in Germania. Appartiene al circondario del Vogtland.